# 伊斯兰百科全书

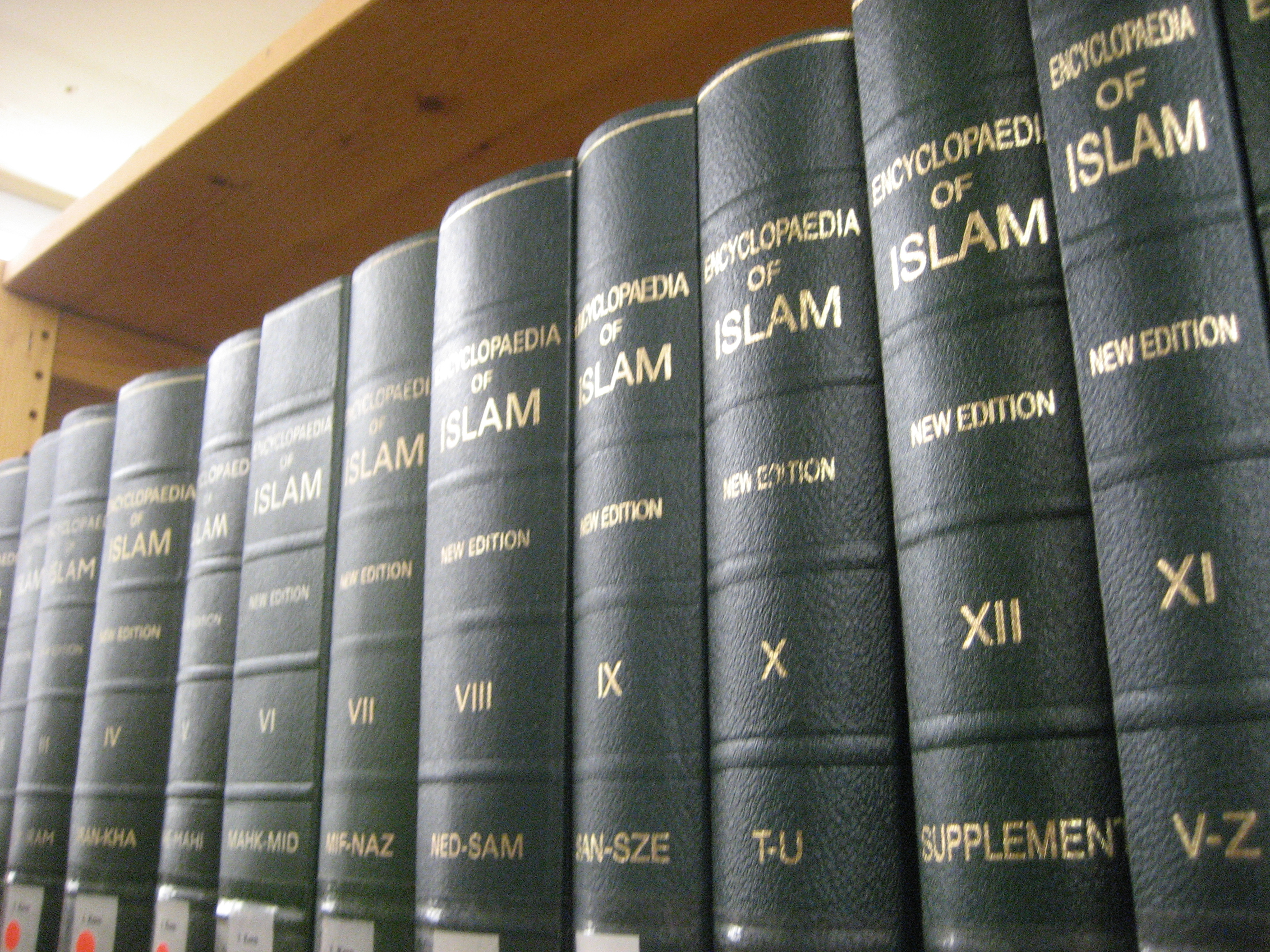
伊斯兰百科全书第二版

伊斯兰百科全书是一本與伊斯蘭教研究有關的工具书。它由博睿学术出版社出版。讀者可以在伊斯兰百科全书中找到各種有關伊斯兰教和穆斯林世界的信息。 伊斯兰百科全书第一版于1913年至1938年間出版，第二版于 1954 年至2005年間出版，第三版于2007年开始出版。